# نيت ميلر (لاعب كرة قدم أمريكية)
نيت ميلر (بالإنجليزية: Nate Miller)‏ هو لاعب كرة قدم أمريكية أمريكي، ولد في 8 أكتوبر 1971 في توسكالوسا في الولايات المتحدة.

## وصلات خارجية
- نيت ميلر على موقع مرجع كرة القدم المحترفة.كوم (الإنجليزية)
- نيت ميلر على موقع JustSportsStats.com (الإنجليزية)